# I, Ball
I, Ball is een videospel voor diverse platforms. Het spel werd uitgebracht in 1987. 